# Nephrotoma hemichroa
Nephrotoma hemichroa är en tvåvingeart som beskrevs av Alexander 1956. Nephrotoma hemichroa ingår i släktet Nephrotoma och familjen storharkrankar. Inga underarter finns listade i Catalogue of Life.